# Zella/Rhön
Zella/Rhön – część gminy (Ortsteil) Dermbach w Niemczech, w kraju związkowym Turyngia, w powiecie Wartburg. Do 31 grudnia 2018 jako samodzielna gmina wchodziła w skład wspólnoty administracyjnej Dermbach. Leży w górach Rhön. 